# Amazonia (film)
Pour les articles homonymes, voir Amazonia.
Pour plus de détails, voir Fiche technique et Distribution.
Amazonia est un film d'aventures brésilio-français réalisé par Thierry Ragobert et sorti en 2013.

## Synopsis
À la suite d'un accident d'avion, un petit singe capucin né en captivité, se retrouve seul dans la forêt amazonienne. Pour lui commence une grande aventure.

## Fiche technique
- Titre : Amazonia
- Réalisation : Thierry Ragobert
- Scénario : Johanne Bernard, Louis-Paul Desanges, Luc Marescot, Luiz Bolognesi et Thierry Ragobert
- Photographie : Manuel Teran, Gustavo Habba et Jérôme Bouvier
- Son : Éric Boisteau et Miqueias Motta
- Musique : Bruno Coulais
- Narration : Isabelle Drummond
- Montage : Nadine Verdier et Thierry Ragobert
- Production : Stéphane Millière, Fabiano Gullane, Caio Gullane, Laurent Baujard, Debora Ivanov et Gabriel Lacerda
- Sociétés de production : Gullane Filmes, Biloba Films
- Pays d'origine :  Brésil,  France
- Genre : aventures
- Durée : 1h26 minutes
- Date de sortie : 27 novembre 2013[Où ?]